# Phyllodon bilobatus
Phyllodon bilobatus là một loài Rêu trong họ Hypnaceae. Loài này được (Dixon) P. Câmara miêu tả khoa học đầu tiên.